# 논스톱 음악산책
논스톱 음악산책은 JTV MAGIC FM에서 황윤택이 진행하는 전북 전지역에 송출되는 프로그램이다.
| JTV MAGIC FM      |                          |                                              |
| 이전              | 논스톱 음악산책          | 다음                                         |
| 애프터 클럽       | 논스톱 음악산책          | 여기는 JTV Magic FM 이인권의 펀펀 투데이     |
| 밤 1시 ~ 새벽 3시 | 새벽 3시 ~ 오전 4시 55분 | 새벽 4시 55분 ~ 오전 5시 오전 5시 ~ 오전 7시 |
|                   |                          |                                              |